# Distretto di Ban Mo
Il distretto di Ban Mo (in thailandese: บ้านหมอ) è un distretto (amphoe) della Thailandia, situato nella provincia di Saraburi.